# عنقود حديدي-كبريتي

صيغة بنيوية لمثال على عنقود حديد-كبريت.

العنقود الحديدي-الكبريتي هو معقد تناسقي عنقودي يتكون مركزه من الحديد والكبريت؛ وغالباً ما يرد ذكرها في السياق الحيوي لدخولها في بنية البروتينات الحديدية-الكبريتية، حيث تسود فيها. كما تلعب دور عوامل مرافقة للإنزيمات.
هناك عدد من الأشكال التي يمكن أن تكون عليها العناقيد، أشهرها من النمط 4Fe-4S و2Fe-2S؛ ومن الشائع أن تكون ذرة الحديد متناسقة مع مجموعات وظيفية عضوية، مثلما هو الحال في المركب C5H5)4Fe4S4).

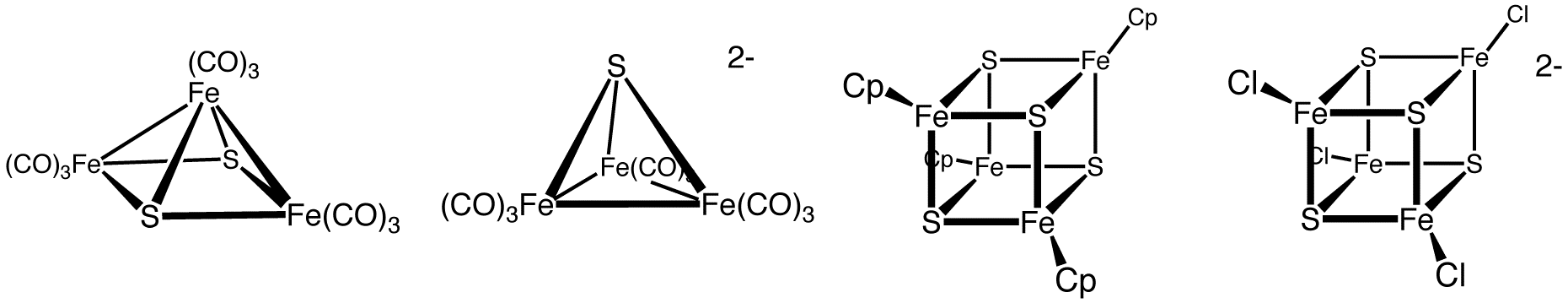
أمثلة على عناقيد حديدية كبريتية.